# The Outsider (песня)
«The Outsider» (с англ. — «Аутсайдер») — песня американской рок-группы A Perfect Circle. Песня стала вторым по счёту синглом с альбома Thirteenth Step после «Weak and Powerless» и попала в чарты Billboard’s Hot 100, Mainstream Rock и Modern Rock в 2003 году.
Мэйнард Джеймс Кинан написал «The Outsider» с точки зрения человека, который не понимает, через что проходит человек, страдающий депрессией, и был вдохновлён своей дружбой с умершим фронтменом Alice in Chains Лейном Стейли.
Музыкальный видеоклип с участием «Бикини-бандиток» представляет собой смесь «Ангелов Чарли» и фильмов Тарантино, гораздо менее мрачного и жуткого, чем обычные музыкальные клипы APC (или Tool).

## Ремиксы
Песня выражена в тактах 6/8 и 4/4. Два ремикса на «The Outsider» были сделаны для релиза aMOTION. Джеймс Иха создал «Frosted Yogurt Mix», в которой используется гораздо более приглушённый, тихий, синтезированный звук, чем в оригинале. «Apocalypse Mix» Дэнни Лонера — более мрачная, тяжёлая версия, которая начинается как пейзаж конца света в виде эмбиента и заканчивается так, что напоминает сбой программы воспроизведения музыки. Последняя версия была включена в саундтрек к фильму «Обитель зла 2: Апокалипсис» под названием «Resident Renovation Mix», а также в саундтрек к сериалу «Побег» под названием «Apocalypse Mix». Ремикс «Resident Renholder Mix» был показан в премьерном трейлере фильма «Обитель зла 4: Жизнь после смерти». Он также показан в фильме во время битвы Элис и Альберта Вескера в и финальных титрах. Кроме того, песня есть в видеоигре «Guitar Hero: Warriors of Rock» и трейлере фильма «Защитник» 2012 года. Песня также была представлена ремиксом Renholder’а из аниме-сериала «Флотская коллекция», дублированного FUNimation на английском языке и включенного в эксклюзивный альбом США.

## Текст песни

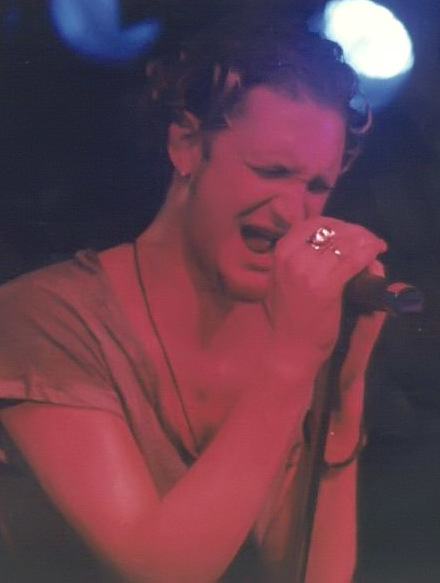
Песня была вдохновлена дружбой Мэйнарда с Лейном Стейли из Alice in Chains

Текст песни «The Outsider» по номиналу отражает мнение потенциально склонного к саморазрушению или самоубийству человека, хотя Мэйнард Джеймс Кинан пояснил, что послание песни должно было быть критикой людей, которые не понимают борьбу людей, страдающих депрессией, говоря следующее: 

«Песни на Thirteenth Step по бо́льшей части посвящены различным процессам зависимости. А в случае с „The Outsider“ — это поётся с точки зрения человека, который вообще не понимает, через что проходит их друг, через что проходит их любимый человек, и они думают, что это больше похоже на вывих лодыжки; они могут просто уйти».— комментарий Мэйнарда с DVD aMOTION
В интервью Курту Лодеру из MTV Мэйнард упомянул свои отношения с покойным фронтменом Alice in Chains Лейном Стейли в качестве источника вдохновения для точки зрения спикера. Выдержка из интервью намекает на темы изоляции и непонимания: 

Кинан: Для меня это была очень трудная задача, потому что я не знаю, что такое наркомания. Я опирался на опыт друзей, которые прошли через выздоровление, и друзей, которые никогда не пройдут через выздоровление. Лейн Стейли, например, который был моим старым другом.
Лодер: Вы, должно быть, предвидели, что это произойдет с ним, верно?
Кинан: Да, безусловно. Но вы ничего не могли поделать, и это очень трудно понять. Быть другом такого человека, как Лейн, это действительно как-то влияет на твою голову. Я этого не понимаю, но я действительно хочу помочь другим людям, которые находятся на этой грани, которые могут услышать песню и сказать: «знаете что, я думаю, что хочу попробовать жить».

## Музыкальный видеоклип
Клип на песню снят в расхождении с лирическим содержанием и показывает события молодой девушки-бандитки в бикини. Сначала её освобождают из тюрьмы, но вскоре она попадает в тюрьму со своими товарищами из-за повторения своих преступных дел. Продавщица магазина, вандализированная девушками, имеет на карточке имя «Мэйнард» и носит парик.

## Список композиций
| №  | Название                     | Длительность |
| -- | ---------------------------- | ------------ |
| 1. | «The Outsider» (Audio)       | 4:06         |
| 2. | «Weak and Powerless» (Video) | 3:17         |

## Позиции в чартах
| Чарт (2003—2004)                    | Высшая позиция |
| ----------------------------------- | -------------- |
| США (Billboard Hot 100)             | 79             |
| США (Billboard Alternative Airplay) | 5              |
| США (Billboard Mainstream Rock)     | 3              |